# Deutsch
A Deutsch régi német családnév.

## Híres Deutsch nevű személyek
A
- Deutsch Adalbert (19. század) magyar orvos
- Deutsch Anita (1974) magyar színésznő
- Deutsch Antal (1848–1920) magyar újságíró, közgazdasági és gazdaságtörténeti író
- Deutsch Áron Dávid (1812–1878) cseh-magyar rabbi
- Deutsch Árpád (1894–?) magyar válogatott labdarúgó, balfedezet

B
- Deutsch Béla kétszeres magyar bajnok labdarúgó, fedezet

D
- Deutsch Dávid ben Menachem Mandel (1756 körül–1831) magyar talmudtudós
- Deutsch Dávid József (19. század) magyar orvos, író
- Deutsch Eliezer (1850–1926) magyar rabbi
- Deutsch Ferenc József (19. század) magyar orvos
- Deutsch Henrik (1822–1889) magyar tanár

I
- Deutsch Ignác (1846–1890 után) magyar festőművész
- Deutsch Imre, Emery Deutsch (1906–1997) amerikai hegedűművész, zenekarvezető
- Deutsch József (19. század) magyar orvos

K
- Déri (Deutsch) Károly (1910–?) válogatott labdarúgó, csatár, balszélső, balösszekötő

L
- Detre (Deutsch) László (1874–1939) magyar mikrobiológus
- Deutsch Leó kétszeres magyar bajnok labdarúgó, csatár

M
- Deutsch Menáchem (1819–1904) magyar rabbi
- Deutsch Mór (19. század) magyar orvos
- Deutsch Mór (1815 körül–1866 után) magyar festőművész
- Deutsch Mordecháj (?–1773) rabbi

T
- Deutsch Tamás (1966) magyar politikus
- Dévényi (Deutsch) Tibor (1927–2003) magyar biokémikus, sci-fi-író

V
- Deutsch Vilmos (1825–1896) magyar zongoraművész, zeneszerző
- Dobai (Deutsch) Vilmos (1928–2012) magyar rendező